# Lista över amerikanska hangarfartyg

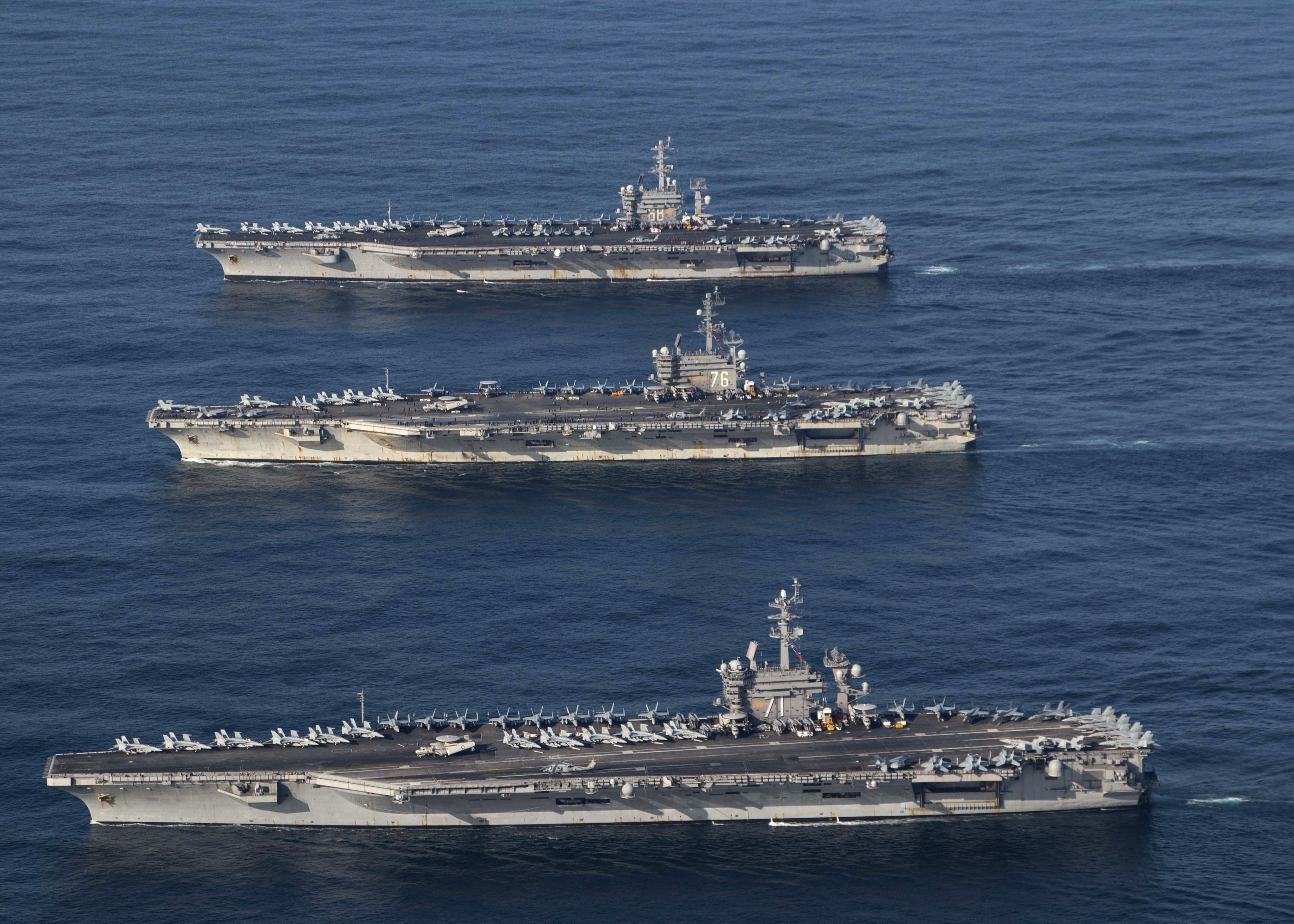
Tre hangarfartyg i Nimitz-klassen sida vid sida i Stilla havet 12 november 2017. USS Nimitz (CVN-68), USS Theodore Roosevelt (CVN-71) samt USS Ronald Reagan (CVN-76).

Denna lista över hangarfartyg i USA:s flotta omfattar alla typer i skrovnummerserien, bestående av de med skrovklassificeringssymbol CV (hangarfartyg), CVA (attackhangarfartyg), CVB (stort hangarfartyg), CVL (lätt hangarfartyg), CVN (kärnkraftsdrivet hangarfarrtyg) och CVAN (attackhangarfartyg (kärnkraftsdriven)). 
Alla fartyg efter CVA-58 är superhangarfartyg (engelska: Super carriers). Samtliga fartyg efter USS Nimitz (CVN-68) har skrovklassificeringssymbolen CVN.
USS Wolverine (IX-64), ibland kallad Seeandbee och USS Sable (IX-81), också känd som The Greater Buffalo, var konverterade hangarfartyg och hade inte resurserna som andra hangarfartyg så dessa två användes på de Stora sjöarna för utbildning och skrotades senare. Wolverine skrotades 1947 och The Sable skrotades 1948.

## Lista
| Nr          | Namn                  | I tjänst                | Klass                                             | Status |
| ----------- | --------------------- | ----------------------- | ------------------------------------------------- | --- |
| CV-1        | Langley               | 1922                    | Langley-klass, typfartyg                          | Sänkt, 27 februari 1942 65 sjömil söder om Cilacap, Java |
| CV-2        | Lexington             | 1927                    | Lexington-klass, typfartyg                        | Sänkt, 8 maj 1942 i slaget om Korallhavet |
| CV-3        | Saratoga              | 1927                    | Lexington-klass                                   | Sänkt, 25 juli 1946 i Operation Crossroads som målfartyg i kärnvapentest                                                                                               |
| CV-4        | Ranger                | 1934                    | Ranger-klass, typfartyg                           | Utrangerad: 18 oktober 1946. Skrotad 1947 |
| CV-5        | Yorktown              | 1937                    | Yorktown-klass, typfartyg                         | Sänkt, 7 juni 1942 i slaget vid Midway |
| CV-6        | Enterprise            | 1938                    | Yorktown-klass                                    | Utrangerad: 17 februari 1947. Skrotad 1960 |
| CV-7        | Wasp                  | 1940                    | Wasp-klass, typfartyg                             | Sänkt, 15 september 1942 under slaget om Guadalcanal |
| CV-8        | Hornet                | 1941                    | Yorktown-klass                                    | Sänkt, 27 oktober 1942 i slaget vid Santa Cruzöarna |
| CV-9 a,c,d  | Essex                 | 1942                    | Essex-klass, typfartyg                            | Utrangerad: 30 juni 1969. Skrotad 1975 |
| CV-10 a,c,d | Yorktown              | 1943                    | Essex-klass                                       | Utrangerad: 27 juni 1970. Bevarad, Patriot's Point Naval & Maritime Museum—Mount Pleasant, South Carolina, USA                                                         |
| CV-11 b,c,d | Intrepid              | 1943                    | Essex-klass                                       | Utrangerad: 15 mars 1974. Bevarad, Intrepid Sea, Air & Space Museum—New York City, New York, USA                                                                       |
| CV-12 a,c,d | Hornet                | 1943                    | Essex-klass                                       | Utrangerad: 26 juni 1970. Bevarad, USS Hornet Museum—Alameda, Kalifornien, USA                                                                                         |
| CV-13       | Franklin              | 1944                    | Essex-klass                                       | Utrangerad: 17 februari 1947. Skrotad 1966 |
| CV-14 b,c,d | Ticonderoga           | 1944                    | Essex-klass (långt skrov)                         | Utrangerad: 1 september 1973. Skrotad 1975 |
| CV-15 a,c,d | Randolph              | 1944                    | Essex-klass (långt skrov)                         | Utrangerad: 13 februari 1969. Skrotad 1975 |
| CV-16 b,c,f | Lexington             | 1943                    | Essex-klass                                       | Utrangerad: 8 november 1991. Bevarad, USS Lexington Museum On the Bay— Corpus Christi, Texas, USA                                                                      |
| CV-17       | Bunker Hill           | 1943                    | Essex-klass                                       | Utrangerad: 9 januari 1947. Skrotad 1973 |
| CV-18 a,c,d | Wasp                  | 1943                    | Essex-klass                                       | Utrangerad: 1 juli 1972. Skrotad 1973 |
| CV-19 b,c   | Hancock               | 1944                    | Essex-klass (långt skrov)                         | Utrangerad: 30 januari 1976. Skrotad 1976 |
| CV-20 a,c,d | Bennington            | 1944                    | Essex-klass                                       | Utrangerad: 15 januari 1970. Skrotad 1994 |
| CV-21 e     | Boxer                 | 1945                    | Essex-klass (långt skrov)                         | Utrangerad: 1 december 1969. Skrotad 1971 |
| CVL-22      | Independence          | 1943                    | Independence-klass lätt hangarfartyg, typfartyg   | Målfartyg i kärnvapentest i Operation Crossroads, juli 1946. Utrangerad: 28 augusti 1946. Borrad i sank 29 januari 1951                                                |
| CVL-23      | Princeton             | 1943                    | Independence-klass                                | Sänkt, 24 oktober 1944, slaget vid Leytebukten |
| CVL-24      | Belleau Wood          | 1943                    | Independence-klass                                | Överförd till Frankrike som Bois Belleau (R97) (1953-1960). Återvände till USA. Skrotad 1960                                                                           |
| CVL-25      | Cowpens               | 1943                    | Independence-klass                                | Utrangerad: 13 januari 1947. Skrotad 1960 |
| CVL-26      | Monterey              | 1943                    | Independence-klass                                | Utrangerad: 16 januari 1956. Skrotad 1971 |
| CVL-27      | Langley               | 1943                    | Independence-klass                                | Överförd till Frankrike som La Fayette (R96) (1951-1963). Återvände till USA. Skrotad 1964                                                                             |
| CVL-28      | Cabot                 | 1943                    | Independence-klass                                | Överförd till Spanien som Dédalo (R-01) (1967-1989). Återvände till USA. Skrotad 2002                                                                                  |
| CVL-29      | Bataan                | 1943                    | Independence-klass                                | Utrangerad: 9 april 1954. Skrotad 1961 |
| CVL-30      | San Jacinto           | 1943                    | Independence-klass                                | Utrangerad: 1 mars 1947. Skrotad 1972 |
| CV-31 b,c   | Bon Homme Richard     | 1944                    | Essex-klass                                       | Utrangerad: 2 juli 1971. Skrotad 1992 Det finns en annan USS Bonhomme Richard (LHD 6) som ser ut som ett hangarfartyg med nummer "6", men klassificeras på annat sätt. |
| CV-32 d     | Leyte                 | 1946                    | Essex-klass (långt skrov)                         | Utrangerad: 15 maj 1959. Skrotad 1970 |
| CV-33 a,c,d | Kearsarge             | 1946                    | Essex-klass (långt skrov)                         | Utrangerad: 13 februari 1970. Skrotad 1974 |
| CV-34 a,b,c | Oriskany              | 1950                    | Essex-klass (långt skrov)                         | Utrangerad: 30 september 1976. Sänkt som ett artificiellt rev, maj 2006 i Mexikanska Golfen                                                                            |
| CV-35       | Reprisal              | Avbeställd (1945-08-12) | Essex-klass (långt skrov)                         | Avbeställd under konstruktion. Skrov sjösatt 1946 och använts för experiment och explosiva tester. Skrotad 1949                                                        |
| CV-36 d     | Antietam              | 1945                    | Essex-klass (långt skrov)                         | Utrangerad: 8 maj 1963. Skrotad 28 februari 1974 |
| CV-37 e     | Princeton             | 1945                    | Essex-klass (långt skrov)                         | Utrangerad: 30 januari 1970. Skrotad 1971 |
| CV-38 b,c,d | Shangri-la            | 1944                    | Essex-klass (långt skrov)                         | Utrangerad: 30 juli 1971. Skrotad 1988 |
| CV-39 a,d   | Lake Champlain        | 1945                    | Essex-klass (långt skrov)                         | Utrangerad: 2 maj 1966. Skrotad 1972 |
| CV-40 d     | Tarawa                | 1945                    | Essex-klass (långt skrov)                         | Utrangerad: 13 maj 1960. Skrotad 1968 |
| CVB-41 b,c  | Midway                | 1945                    | Midway-klass, typfartyg                           | Utrangerad: 11 april 1992. Bevarad, USS Midway Museum—San Diego, Kalifornien, USA                                                                                      |
| CVB-42 b,c  | Franklin D. Roosevelt | 1945                    | Midway-klass                                      | Utrangerad: 30 september 1977. Skrotad 1978 |
| CVB-43 b,c  | Coral Sea             | 1947                    | Midway-klass                                      | Utrangerad: 26 april 1990. Skrotad 2000 |
| CVB-44      |                       | Avbeställd              | Midway-klass                                      | Avbeställd |
| CV-45 e     | Valley Forge          | 1946                    | Essex-klass (långt skrov)                         | Utrangerad: 15 januari 1970. Skrotad 1971 |
| CV-46       | Iwo Jima              | Avbeställd (1945-08-12) | Essex-klass (långt skrov)                         | Avbeställd under konstruktion. Skrotad 1946 |
| CV-47 d     | Philippine Sea        | 1946                    | Essex-klass (långt skrov)                         | Utrangerad: 28 december 1958. Skrotad 1971 |
| CVL-48      | Saipan                | 1946                    | Saipan-klass, typfartyg                           | Konverterad till USS Arlington (AGMR-2) 1966. Utrangerad: 14 januari 1970. Skrotad 1976                                                                                |
| CVL-49      | Wright                | 1947                    | Saipan-klass                                      | Konverterad till USS Wright (CC-2) 1963. Utrangerad: 27 maj 1970. Skrotad 1980                                                                                         |
| CV-50       |                       | Avbeställd              | Essex-klass (långt skrov)                         | Avbeställd |
| CV-51       |                       | Avbeställd              | Essex-klass (långt skrov)                         | Avbeställd |
| CV-52       |                       | Avbeställd              | Essex-klass (långt skrov)                         | Avbeställd |
| CV-53       |                       | Avbeställd              | Essex-klass (långt skrov)                         | Avbeställd |
| CV-54       |                       | Avbeställd              | Essex-klass (långt skrov)                         | Avbeställd |
| CV-55       |                       | Avbeställd              | Essex-klass (långt skrov)                         | Avbeställd |
| CVB-56      |                       | Avbeställd              | Midway-klass                                      | Avbeställd |
| CVB-57      |                       | Avbeställd              | Midway-klass                                      | Avbeställd |
| CVA-58      | United States         | Avbeställd (1949-04-23) | United States-klass superhangarfartyg, typfartyg  | Avbeställd fem dagar efter kölsträckning av USA:s försvarsminister Louis A. Johnson. Avbeställningen utlöste en försvarspolitisk strid.                                |
| CV-59       | Forrestal             | 1955                    | Forrestal-klass superhangarfartyg, typfartyg      | Utrangerad 11 september 1993. För närvarande i hamn vid NISMF, Philadelphia, Pennsylvania                                                                              |
| CV-60       | Saratoga              | 1956                    | Forrestal-klass superhangarfartyg                 | Utrangerad 20 augusti 1994. Väntar nedmontering vid NS Newport, RI |
| CV-61       | Ranger                | 1957                    | Forrestal-klass superhangarfartyg                 | Utrangerad 10 juli 1993. I hamn vid NISMF, Bremerton, Washington |
| CV-62       | Independence          | 1959                    | Forrestal-klass superhangarfartyg                 | Utrangerad 30 september 1998. Väntar nedmontering, i hamn vid NISMF, Bremerton, Washington                                                                             |
| CV-63       | Kitty Hawk            | 1961                    | Kitty Hawk-klass superhangarfartyg, typfartyg     | Utrangerad 12 maj 2009. I reserven tills 2015, i hamn vid NISMF, Bremerton, Washington                                                                                 |
| CV-64       | Constellation         | 1961                    | Kitty Hawk-klass superhangarfartyg                | Utrangerad 6 augusti 2003. Väntar nedmontering, i hamn vid NISMF, Bremerton, Washington                                                                                |
| CVN-65      | Enterprise            | 1961                    | Enterprise-klass superhangarfartyg, typfartyg     | Aktiv; Hemmahamn: Naval Station Norfolk, Norfolk, Virginia |
| CV-66       | America               | 1965                    | Kitty Hawk-klass superhangarfartyg                | Utrangerad 9 augusti 1996. Sänkt som målfartyg 2005 |
| CV-67       | John F. Kennedy       | 1968                    | Kennedy-klass superhangarfartyg, typfartyg        | Utrangerad 1 augusti 2007. Till donation, i hamn vid NISMF, Philadelphia, Pennsylvania                                                                                 |
| CVN-68      | Nimitz                | 1975                    | Nimitz-klass superhangarfartyg, typfartyg         | Aktiv; Hemmahamn: Naval Base Kitsap, Bremerton, Washington |
| CVN-69      | Dwight D. Eisenhower  | 1977                    | Nimitz-klass superhangarfartyg                    | Aktiv; Hemmahamn: Naval Station Norfolk, Norfolk, Virginia |
| CVN-70      | Carl Vinson           | 1981                    | Nimitz-klass superhangarfartyg                    | Aktiv; Hemmahamn: Naval Air Station North Island, San Diego, Kalifornien                                                                                               |
| CVN-71      | Theodore Roosevelt    | 1986                    | Nimitz-klass superhangarfartyg                    | Aktiv; Hemmahamn: Naval Station Norfolk, Norfolk, Virginia |
| CVN-72      | Abraham Lincoln       | 1989                    | Nimitz-klass superhangarfartyg                    | Aktiv; Hemmahamn: Naval Station Everett, Everett, Washington |
| CVN-73      | George Washington     | 1992                    | Nimitz-klass superhangarfartyg                    | Aktiv; Hemmahamn: Yokosuka Naval Base, Yokosuka, Japan |
| CVN-74      | John C. Stennis       | 1995                    | Nimitz-klass superhangarfartyg                    | Aktiv; Hemmahamn: Naval Base Kitsap, Bremerton, Washington |
| CVN-75      | Harry S. Truman       | 1998                    | Nimitz-klass superhangarfartyg                    | Aktiv; Hemmahamn: Naval Station Norfolk, Norfolk, Virginia |
| CVN-76      | Ronald Reagan         | 2003                    | Nimitz-klass superhangarfartyg                    | Aktiv; Hemmahamn: Naval Air Station, North Island San Diego, Kalifornien                                                                                               |
| CVN-77      | George H.W. Bush      | 2009                    | Nimitz-klass superhangarfartyg                    | Aktiv; Hemmahamn: Naval Station Norfolk, Norfolk, Virginia |
| CVN-78      | Gerald R. Ford        | 2017                    | Gerald R. Ford-klass superhangarfartyg, typfartyg | Kölsträckt; Newport News Shipbuilding, Newport News, Virginia |
| CVN-79      | John F. Kennedy       | ~2019                   | Ford-klass superhangarfartyg                      | Påbörjad; Newport News Shipbuilding, Newport News, Virginia |
| CVN-80      | Enterprise            | ~2023                   | Gerald R. Ford-klass superhangarfartyg            | Planerad |

a): konverterad för jetflygplan, hydrauliska katapulter, 1950-54
b): konverterad för jetflygplan, ångkatapulter, 1954-59
c): konverterad till vinklad flygdäck, 1956-59
d): omklassificerad till ASW (CVS), 1953-69
e): konverterad till amfibiskt attackfartyg, LPH, 1959
f): konverterad till träningsfartyg, CVT, 1969

## Träningsfartyg

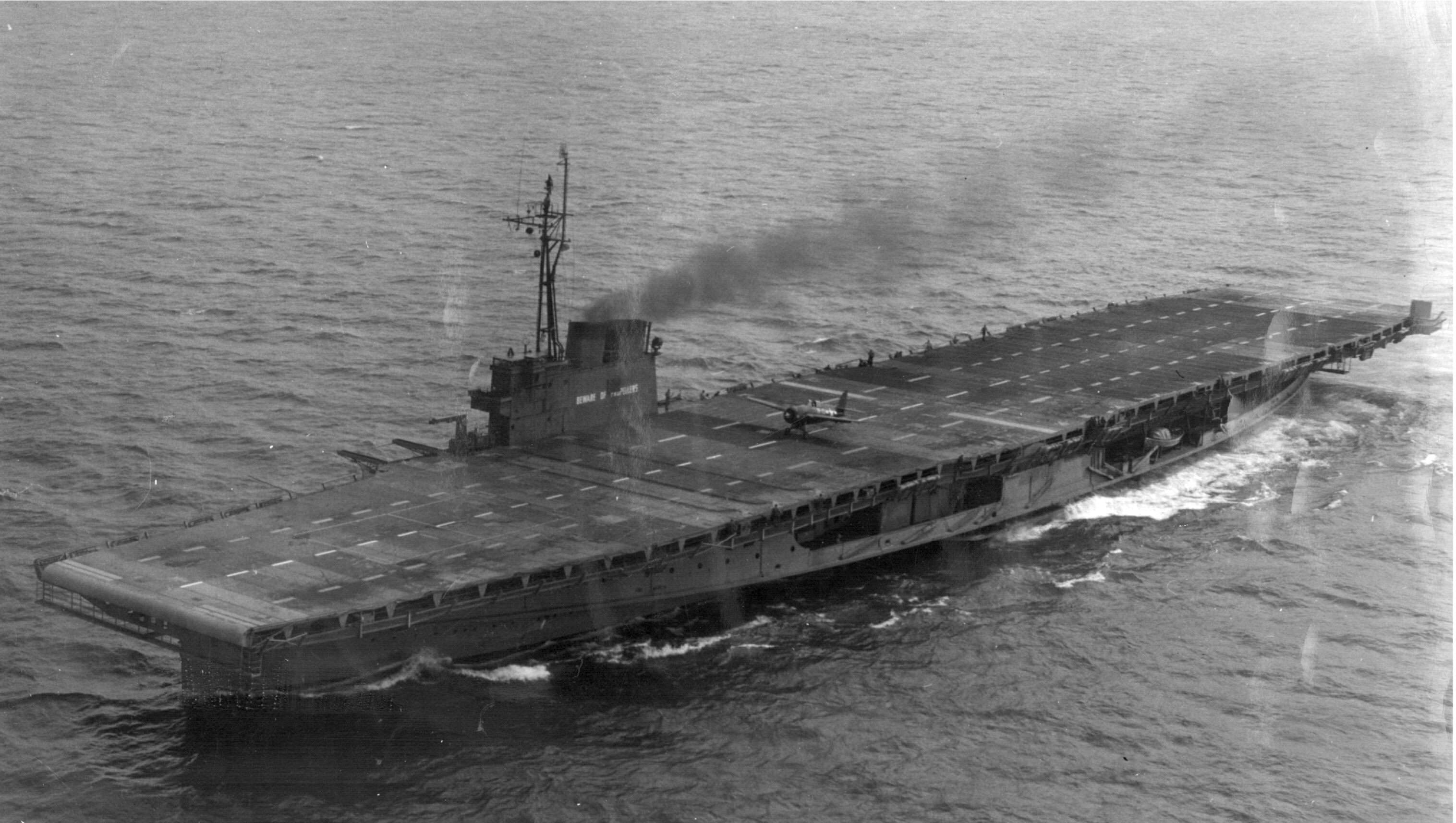
USS Sable

Under andra världskriget köpte amerikanska flottan två hjulångare och konverterade dem till träningshangarfartyg. Båda fartygen betecknades med skrovklassificeringen IX och saknade hangardäck, hissar samt beväpning. Fartygens roll var för träning av piloter i start och landning. Tillsammans tränade Sable och Wolverine 17 820 piloter i 116 000 olika landningar på hangarfartygen. Av dessa var 51 000 på Sable.
| Nr    | Namn      | I tjänst | Klass          | Status                                     |
| ----- | --------- | -------- | -------------- | ------------------------------------------ |
| IX-64 | Wolverine | 1942     | Träningsfartyg | Utrangering: 7 november 1945. Skrotad 1947 |
| IX-81 | Sable     | 1943     | Träningsfartyg | Utrangering: 7 november 1945. Skrotad 1948 |

## Aktiva

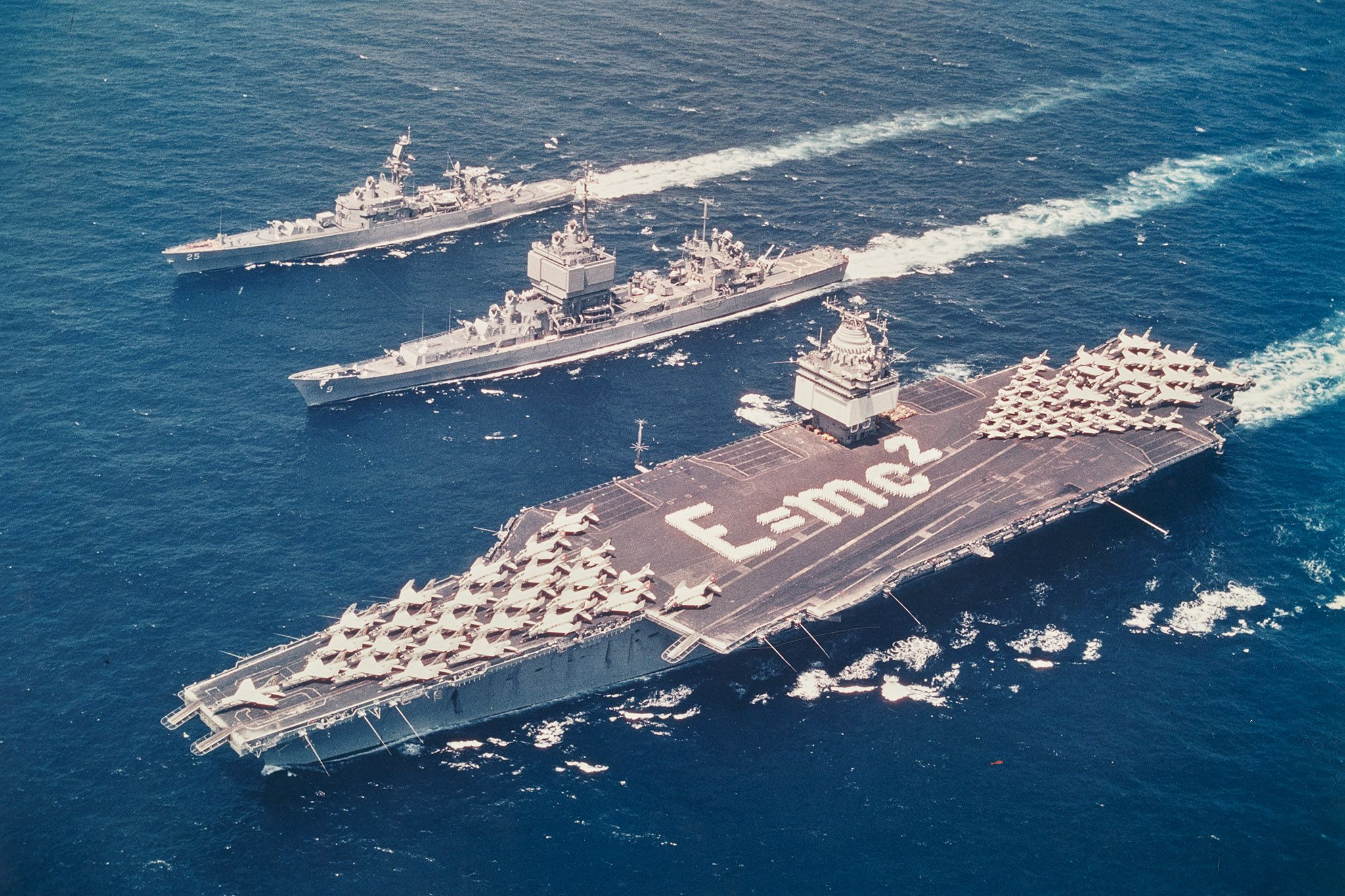
USS Enterprise med och.

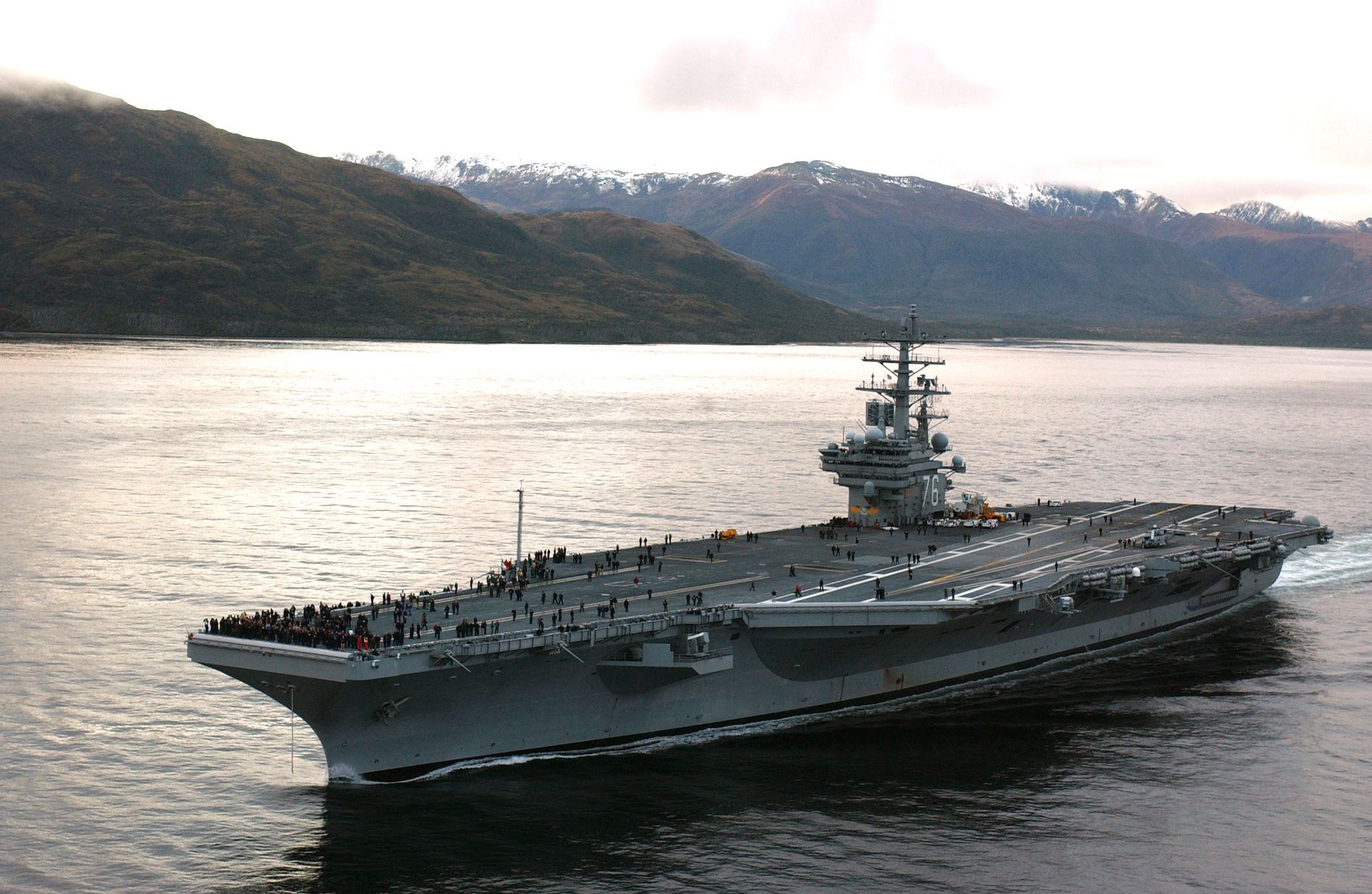
USS Ronald Reagan (CVN-76).

Aktiva hangarfartyg i amerikanska flottan
Aktiv Enterprise-klass hangarfartyg::
- Enterprise (CVN-65)

Aktiva Nimitz-klass hangarfartyg::
- Nimitz (CVN-68)
- Dwight D. Eisenhower (CVN-69)
- Carl Vinson (CVN-70)
- Theodore Roosevelt (CVN-71)
- Abraham Lincoln (CVN-72)
- George Washington (CVN-73)
- John C. Stennis (CVN-74)
- Harry S. Truman (CVN-75)
- Ronald Reagan (CVN-76)
- George H.W. Bush (CVN-77)

## Under konstruktion
Gerald R. Ford-klass hangarfartyg:
- Gerald R. Ford (CVN-78)
- John F. Kennedy (CVN-79)